# Tomebamba
Tomebamba también conocido como Tumipampa (Quichua para "Campo de Cuchillos") fue el centro administrativo del norte del Imperio inca, antes de la conquista Inca era el asentamiento cañari de Guapondelig, este último era uno de los mayores curacazgos cañaris junto con los curacazgos de Hatun Cañar, Chobshi y Yacuviñay.

## Era de Guapondelig
Antes de la llegada de los incas este territorio se encontraba habitado y gobernado por los cañaris, Guapondelig era uno de los cacicazgos más importantes de la confederación cañari, en importancia estaba a la altura de otros cacicazgos como: Hatun Cañari, Yacuviñay y Chobshi. En lengua Kañari guapondelig o guapondeleg significa "llanura amplia como el cielo".
Durante la invasión inca los caciques de la confederación cañari se reunieron en Guapondelig, ahí determinaron dar el control de sus ejércitos al Cacique Duma (Cacique de Chobshi), el cual se enfrentó a la invasión comandada por Túpac Yupanqui. A pesar de la resistencia de los cañaris, los incas finalmente conquistaron la confederación, y cambiando el nombre Guapondelig fundaron la ciudad de Tumipampa o Tomebamba.

## Fundación de Tomebamba
Después de la conquista de los incas, el Inca anexó esta cultura al imperio del Tahuantinsuyo, y por la vasta distancia entre el Cuzco y el extremo norte del imperio, decidió fundar la ciudad de Tomebamba (actual Cuenca) en el cacicazgo de Guapondelig, mandando construir aposentos o tambos reales para cuando viajase al norte del imperio.
Túpac Yupanqui se casó con una hija del cacique Duma cañari e inició la construcción de la ciudad comenzando con la construcción del Palacio de Pumapungo (puerta del puma), desde donde se administraría la región. Con ello no solo se afirmó la conquista de los cañaris, sino que fue mucho más fácil continuar la conquista de las tribus norteñas, así, Túpac Yupanqui desterró a bastantes naturales de la ciudad y los mandó a otras partes del imperio, mientras hizo eso trajo mitimaes desde el Cuzco para consolidar la unión de los Cañaris al imperio.
Cuando Huayna Capac asumió el trono, tuvo que viajar al norte del imperio para detener las rebeliones de diversas tribus, instalándose en Tomebamba, en donde vivió durante varios años, durante su estadía embelleció la ciudad, aumentando rápidamente su importancia hasta que se convertirse en la segunda ciudad más importante del imperio.
Durante la guerra de civil de los incas, los cañaris decidieron aliarse con Huáscar (aspirante al trono durante la Guerra de subversión inca), y en 1529, la ciudad fue destruida por su medio hermano, y contendor, Atahualpa. Sin embargo, los incas la reconstruirían poco después.

## Actualidad
Con la llegada del ejército español y la derrota inca se fundó la ciudad de Cuenca, actualmente capital de la provincia del Azuay en Ecuador, muy cerca de las ruinas y con el crecimiento de la ciudad, parte de las ruinas han sido dañadas, pero otra parte se conserva dentro de los terrenos del Museo y Parque Arqueológico Pumapungo perteneciente al Ministerio de Cultura de Ecuador, y en sectores cercanos, por lo que pueden ser visitados por turistas.